# Метелица, Сергей Николаевич
Сергей Николаевич Метелица (21 июня 1974, Брянск, СССР) — российский футболист, нападающий, полузащитник.
Бо́льшую часть профессиональной карьеры провёл в 1993—2002 годах в клубе «Динамо» Брянск. Во второй (1993, 1998—2002) и третьей (1994—1997) лигах сыграл 302 матча, забил 42 гола. 2003 год провёл за клуб КФК «Волга» Тверь. В 2004—2005 годах в чемпионате Белоруссии в составе клуба «Неман» Гродно в 37 матчах забил девять голов. Профессиональную карьеру завершил а 2005 году в команде второго российского дивизиона «Шексна» Череповец.
На любительском уровне играл за команды ДЮСШ «Динамо» Брянск (2007), «Дорожник» Дубровка (2007), «Сокол» Сельцо (2008—2009, 2014—2016), «Арсенал-БГИТА» Брянск (2012), «Спутник» Карачев (2017).
В 2021 году вошёл в тренерский штаб молодёжной команды «Динамо» Брянск.